# Новодворське болото
Новодворське болото (чеськ. Novodvorský močál)  — природоохоронна територія на околиці міста Фридек-Містек, Мораво-Сілезький край, Чехія. Охороняється з 2001 року через важливий комплекс водно-болотних угідь з поширенням зникаючих видів рослин і тварин. Територія займає площу близько трьох гектарів та знаходиться на висоті 320 м над рівнем моря.

## Розташування та утворення
Новодворське болото розташовується в заплаві річки Моравка, що на південь від заповідника. Болото в минулому було ставком, проте хаотична забудова збільшила навантаження на невелику греблю і її прорвало, залишки можна побачити й досі. Живиться болото з потоку Влчек, що витікає з лісу Фридек.

## Флора і Фауна

### Флора
На території заповідника росте переважно ясен і дуб, зустрічається вільха чорна, ялина європейська та ільма. Під деревами нерідко можна побачити осоку, хвощ й хріницю. Зустрічаються також рідкісні види, наприклад: образки болотяні,  пальчатокорінник травневий та бобівник трилистий.

### Фауна
Навесні, коли болото наповнюється водою, можна побачити мересницю річкову й буру жабу. Також тут мешкає тритон й можна зустріти видру річкову, проте спостерігали її тут лише три рази.